# Christian van Eijkelenburg
Christian Benjamin van Eijkelenburg (Vlaardingen, 2 januari 1990) is een Nederlands cabaretier en acteur.
Van Eijkelenburg maakte op negenjarige leeftijd zijn debuut in de musical Oliver! van Joop van den Ende Theaterproducties. Daarna volgde andere producties zoals Kruimeltje, Peter Pan, Doornroosje van Studio 100, kunt u mij de weg naar Hamelen vertellen meneer en Pietje Bell van De Graaf & Cornelissen Entertainment.
In 2013 studeerde hij af aan de Frank Sanders Akademie waar hij in datzelfde jaar uit handen van Andre van Duin de Jos Brink Genesius Penning in ontvangst nam; een jaarlijkse aanmoedigingsprijs van stichting Tekstpierement voor een veelbelovende, afstuderende student.
Na zijn opleiding speelde hij in De Kleine Kapitein van Van Engelenburg Theaterproducties en Wij Zijn Zwanger geregisseerd door Herman van Veen. Hij maakte en speelde Het Astronautje, gebaseerd op de boeken van Andre Kuijpers, Boer Boris is de Baas en hij regisseerde de voorstelling Dromer, gebaseerd op het gelijknamige Kinderboekenweek prentenboek van 2021. Ook was hij onderdeel van CS1, een creatief platform voor de nieuwe generatie kunstenaars geïnitieerd door de AVROTROS, studeerde hij af aan de TV Academy en schreef en regisseerde hij voorstellingen voor de studenten aan de Frank Sanders Akademie.
Van 2015 tot 2021 vormde hij samen met Sanne Franssen het cabaretduo De Fransse Eijkel waarmee ze in 2016 de publieksprijs op het Amsterdams Kleinkunst Festival wonnen. Het duo maakte en speelde twee voorstellingen, De Fransse Eijkel speelt en Subtropique. Met hun eerste voorstelling wonnen ze het Rabo Talenten Concours. In 2021 besloten Franssen en Van Eijkelenburg beiden hun eigen weg te gaan.
Van september 2021 tot mei 2023 toerde Van Eijkelenburg door Nederland met zijn eerste solovoorstelling Drift. Volgens de Theaterkrant was het vooral 'het grote talent voor absurdisme' dat de voorstelling succesvol maakte, maar er was kritiek op de soms flauwe grappen en gedateerde uitspraken. Ook de Volkskrant gaf aan dat de inhoud last heeft van te weinig originaliteit, maar benoemt ook de verrassende vormen waarin Van Eijkelenburg de scènes en liedjes heeft gegoten. Met deze voorstelling won hij het Stijgend Applaus Stipendium, een prijs voor jonge talentvolle cabaretiers en kleinkunstenaars, uitgegeven door de VSCD-Cabaretjury. Ook werd hij genomineerd voor de Neerlands Hoop 2023.

## Theater
- Oliver! (1999-2000) - Ken Caswell
- Kruimeltje (2000-2001) - Wim Serlie
- Peter Pan (2001-2002) - Piers Chater Robinson
- Doornroosje (2003-2004) - Gert Verhulst
- Kunt u mij de weg naar Hamelen vertellen, meneer? (2004-2005) - Koen van Dijk
- Pietje Bell (2005-2006) - Arnold Hemmel
- Per Expresse (2008-2009 - Marcel Roijaards
- De Kleine Kapitein (2014-2015) - Bruun Kuijt
- Wij Zijn Zwanger (2016-2017) - Herman van Veen
- De Fransse Eijkel Speelt (2017-2018) - (als De Fransse Eijkel)
- Het Astronautje (2019-2022) - Albert Klein Kranenburg en Christian van Eijkelenburg
- Subtropique (2018-2021) - (als De Fransse Eijkel)
- Boer Boris is de Baas (2022-2024) - Albert Klein Kranenberg en Christian van Eijkelenburg
- Drift (2022-2023) (solo-cabaretprogramma), genomineerd voor de cabaretprijs Neerlands Hoop 2023

## Prijzen
- Jos Brink Genesius Penning (2013)
- Wim Sonneveldprijs Publieksprijs (2016) (als de Fransse Eijkel)
- Rabo Talenten Concours (2018-2019) (als De Fransse Eijkel)
- Stijgend Applaus Stipendium (2022)